# Хосе де Хесус Годінес
Хосе де Хесус Годінес (ісп. José de Jesús Godínez, нар. 20 січня 1997) — мексиканський футболіст, нападник клубу «Гвадалахара».

## Клубна кар'єра
У дорослому футболі дебютував 2017 року виступами за команду клубу «Гвадалахара», кольори якої захищає й донині. У складі команди став переможцем Ліги чемпіонів КОНКАКАФ 2018.

## Виступи за збірні
2017 року залучався до складу молодіжної збірної Мексики. На молодіжному рівні зіграв у 13 офіційних матчах, забив 4 голи.

## Титули і досягнення
- Бронзовий призер Панамериканських ігор: 2019